# Jevgenij Nikulin
Jevgenij Nikulin (rusky Евгений Никулин, * 1988) je ruský občan, který byl v USA obviněn z hackerských útoků na servery různých amerických sociálních sítí v letech 2012 a 2013. V říjnu 2016 byl zadržen v Praze a až do jeho vydání se nacházel v české vazbě. O jeho vydání intenzivně usilovaly USA i Rusko; definitivní rozhodnutí učinil ministr spravedlnosti Robert Pelikán a vydání do USA se uskutečnilo v březnu 2018. Dostal 7 let (88 měsíců).

## Život

### Mládí a činnost do zadržení
Narodil se v roce 1988. O jeho mládí existují pouze neověřené údaje. Podle některých informací vyrůstal bez rodičů v internátní škole, podle dalších má staršího bratra a žil se svými rodiči v Moskvě. Ačkoli neměl v Rusku žádnou práci, registrovanou živnost ani majetek, podle některých zdrojů vlastnil několik firem. Vystupoval na Instagramu i dalších sociálních sítích, kde ukazoval svůj luxusní životní styl, jehož součástí bylo drahé zboží, cestování a luxusní auta; podle ruských médií patřil mezi moskevskou zlatou mládež.
Podle jeho přátel patřil k vyhlášeným ruským hackerům a už v roce 2012 se mu podařil významný počítačový útok. Podle amerických médií byl pravděpodobně napojen na kontroverzní ruskou Agenturu pro výzkum internetu. Na internetu vystupoval pod přezdívkami „I.Tak.Soidet“, „Chinabig01“, „Dex.007“, „Valeriy.krutov3“ a „itBlackHat“.

### Zadržení v České republice a spor o jeho vydání
V roce 2016 se vydal autem přes Bělorusko a Polsko do České republiky. Dne 5. října byl v Praze na základě zatykače vydaného USA a ve spolupráci s FBI zatčen českou policií; po zadržení byl pět dní hospitalizován v Psychiatrické nemocnici Bohnice a pak umístěn do vazby v pankrácké věznici. Dne 19. října byla o jeho zadržení zpravena ruská ambasáda, o tři dny později jej kalifornský soud obvinil z hackerského útoku, krádeže a spiknutí napadením serverů firem LinkedIn, Dropbox a Formspring. Ze serveru LinkedIn údajně odcizil data z více než 167 milionů účtů; způsobené škody odhadoval LinkedIn na 5 milionů dolarů, Dropbox na 514 000 dolarů a Formspring na 15 000 dolarů.
Dne 12. listopadu 2016 byla zamítnuta Nikulinova stížnost proti ponechání ve vazbě. O čtyři dny později požádala ambasáda USA v Praze o jeho vydání; ve stejný den o jeho extradici požádalo i Rusko, které na něj vydalo zatykač pro drobnou internetovou krádež z roku 2009. Nikulinův případ se brzy stal citlivým mezinárodněpolitickým tématem.
Dne 5. dubna 2017 pražské městské státní zastupitelství předalo Nikulinovu kauzu k soudu. Dne 11. května bylo jednání o přípustnosti vydání odročeno; Nikulin prohlásil, že jej agenti FBI při výslechu žádali, aby se přiznal k proniknutí do emailové schránky Hillary Clintonové na příkaz prezidenta Vladimira Putina. Dne 30. května rozhodl Městský soud v Praze, že vydání Nikulina do USA i do Ruska je přípustné; Nikulin se svým právníkem Martinem Sadílkem podali proti rozhodnutí stížnost a dne 24. listopadu 2017 Vrchní soud v Praze rozhodnutí potvrdil. Sadílek oznámil, že v USA Nikulinovi hrozí až 54 let vězení, naopak obžaloba odhadovala jeho trest v USA v rozmezí 12–14 let. V listopadu 2017 Nikulinův případ projednával Vladimir Putin s Milošem Zemanem při společném setkání v Soči. Koncem roku 2017 Nikulin podal k ministerstvu vnitra žádost o azyl; žádost byla později zamítnuta.
V lednu 2018 ruský list Izvestija psal o vážném zhoršení zdravotního stavu Nikulina v pankrácké věznici; české úřady tuto zprávu popřely. V půlce ledna 2018 kauzu projednával na osobní schůzce s advokátem Martinem Sadílkem kancléř Vratislav Mynář. Dne 23. ledna byla zamítnuta Nikulinova ústavní stížnost proti vazbě. V únoru 2018 podle listu Izvestija požádala Nikulinova matka Ljubov Sokirdonovová prezidenta Miloše Zemana o propuštění svého syna a Nikulin podnikl další právní kroky – podal druhou ústavní stížnost proti přípustnosti svého vydání do USA a žalobu proti zamítnutí jeho azylu ministerstvem vnitra. Podle ministra spravedlnosti Roberta Pelikána u něj Miloš Zeman začátkem roku 2018 dvakrát neúspěšně intervenoval za vydání Nikulina do Ruska; premiér Andrej Babiš naopak preferoval vydání do USA.
Dne 13. března 2018 Ústavní soud odložil vykonatelnost soudního rozhodnutí, podle něhož je Nikulinovo vydání přípustné, dokud sám nerozhodne o Nikulinově stížnosti. O tři dny později bylo soudně potvrzeno rozhodnutí ministerstva vnitra, že nemá nárok na český azyl. Dne 27. března byla Nikulinova ústavní stížnost odmítnuta jako zjevně neopodstatněná; ve svém rozhodnutí Ústavní soud konstatoval i důvodnost americké žádosti o extradici. Jeho vydání do USA bylo hlavním tématem pražské návštěvy předsedy Sněmovny reprezentantů Paula Ryana koncem března 2018; Ryan o případu jednal s vícerými českými politiky. Nikulinova kasační stížnost k Nejvyššímu správnímu soudu z 27. března zůstala ke konci března, resp. k okamžiku jeho vydání nerozhodnutá.
Ústavní soud 9. dubna 2019 vyhověl ústavní stížnosti Nikulina a rozhodnutí ministra spravedlnosti o jeho vydání formálně zrušil.

### Vydání a proces v USA
K extradici Nikulina došlo v noci na 30. března 2018, aniž by bylo předem známo, že o tomto kroku bylo rozhodnuto; Nikulin odletěl na palubě letadla amerického ministerstva spravedlnosti. O Nikulinově vydání nebyl podle svých slov předem informován ani jeho advokát Sadílek, který tento krok považuje proto za nezákonný a proti rozhodnutí ministra Pelikána hodlá podat ústavní stížnost. Vydání do Spojených států vyvolalo kritickou reakci Ruska, prezidenta Zemana a jeho spolupracovníků (mluvčího Jiřího Ovčáčka i kancléře Mynáře), i bývalého prezidenta Václava Klause; naopak jej ocenila americká administrativa, Paul Ryan nebo bývalý ministr spravedlnosti Jiří Pospíšil.
Hned 30. března Nikulin stanul u amerického soudu, kde prohlásil, že se cítí nevinen. Na dalším slyšení dne 4. dubna se mělo rozhodnout o jeho vazbě a možné kauci, ale jednání bylo odloženo na zatím nestanovený termín..
Už byl odsouzen. Dostal 7 let (88 měsíců).